# Diernowka (rejon krasniński)
Diernowka (ros. Дерновка) – wieś (dieriewnia) w Rosji, w obwodzie lipieckim, w rejonie krasnińskim. W 2021 liczyła 51 mieszkańców.